# Bomba a grappolo

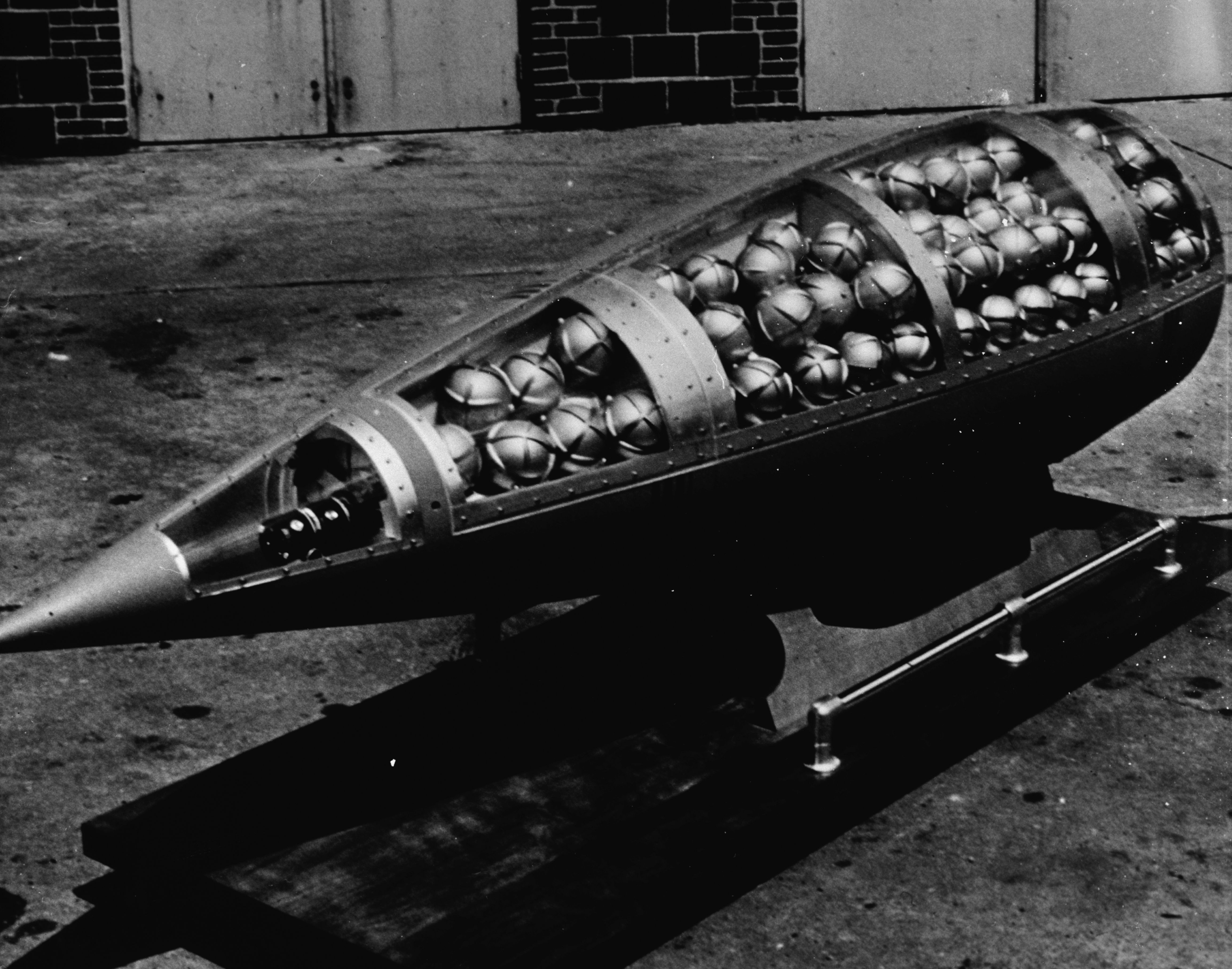
Testata a grappolo di un missile MGR-1 "Honest John". Le submunizioni interne sono M134

Le bombe a grappolo, o munizioni a grappolo, sono ordigni, in genere sganciati da velivoli o elicotteri e talvolta con artiglierie, razzi e missili guidati, contenenti un certo numero di submunizioni che, al funzionamento dell'ordigno principale (nucleo), vengono disperse, secondo diversi sistemi, a distanza.

## Funzionamento
Quando il pezzo principale viene sganciato o portato sull'obiettivo, ad una altezza voluta secondo il sistema scelto, si apre automaticamente per rilasciare le submunizioni su un'area di estensione variabile a seconda della quota e della velocità o dell'effetto delle munizioni. La quasi totalità di queste munizioni è progettata per esplodere all'impatto (col suolo, o contro il bersaglio o, come le BLU 114, per disperdere filamenti carboniosi durante la caduta). Questi ordigni spesso sono provvisti di piccoli paracadute o di altri sistemi di attrito con l'aria, necessari per rallentare la caduta, permettendo alla munizione di armarsi ed all'aereo che potrebbe averle disperse di allontanarsi in sicurezza.
Alcuni modelli di submunizioni sono stati progettati, in passato, anche come mine terrestri (come la PFM1 e la Dragoontooth americana), ma la quasi totalità è progettata per funzionare all'impatto. La Convenzione di Ottawa vieta l'impiego, l'uso, la progettazione, il commercio e lo sviluppo degli ordigni antipersona (mine terrestri o trappole), ma diversi Paesi, come USA, Cina, Russia ed altri, non hanno sottoscritto tali accordi e continuano ad impiegare e produrre tali ordigni in tutte le loro forme.
Le submunizioni sono una variante delle cosiddette armi a saturazione di area.

## Tipologie
Le tipologie possono variare:
- antiuomo: è un piccolo ordigno contenente alto esplosivo e un involucro in metallo, a frammentazione;
- anticarro: un ordigno contenente alto esplosivo in speciali conformazioni che, guidato da sensori, si dirige verso i mezzi corazzati presenti nell'area e li colpisce con testate perforanti o con piccole speciali cariche cave che esplodono al contatto con una superficie solida, perforandola.
- misto: ordigni anche di piccoli dimensioni che possono riunire diversi effetti come la proiezione di frammenti, la perforazione di corazze ed effetti incendiari, sono dette Combined Effect Munition come la BLU97 americana perforanti, a frammentazione ed incendiarie.

Esempi di bombe a grappolo utilizzate largamente sono le statunitensi BLU-97 e Mk-118 Rockeye, la britannica BL755 (arrivata alla serie IV), la GR66 francese, la PFM1 sovietica, la AO 2,5RT sovietica, la AO1SCh sempre sovietica o la nuova MZD-2 cinese diffusissima sui terreni del Libano del Sud e confine nord di Israele.
In particolare, per le linee elettriche, le submunizioni rilasciano fili in materiale conduttore (fibra di carbonio o fibra di vetro rivestita di alluminio) che hanno lo scopo di cortocircuitare i conduttori delle linee in molteplici punti, in modo da renderne anche difficoltosa la riattivazione; una di queste è la statunitense CBU-94/B, composta da 202 submunizioni BLU-114/B.

## Critiche
Questi ordigni non esplodono sempre all'impatto col suolo, rimanendo parzialmente interrati e quindi invisibili e pericolosissimi; molti produttori di tali ordigni dichiarano percentuali di malfunzionamenti vicine al 5%, ma durante il conflitto del 2006 nel sud del Libano per molti di questi ordigni è stato calcolato che le percentuali abbiano raggiunto il 25%, con effetti devastanti sulla ignara e inconsapevole popolazione civile, che ha visto coltivazioni di agrumi, olive e banane, su cui si basa l'economia locale, diventare, dopo i combattimenti, veri e propri campi minati.
In Afghanistan attualmente si cerca di bonificare ancora le PFM-1, in gergo chiamate pappagalli verdi, eredità della guerra sovietico-afghana degli anni ottanta, che miete numerose vittime ancora oggi, nella popolazione civile. Le submunizioni sono state oggetto di diverse proposte di moratorie internazionali da parte di molti Paesi, fra cui l'Italia, e associazioni internazionali quali la Croce Rossa Internazionale, Handicap International e la stessa ONU.

## Legislazione internazionale

Nazioni che hanno sottoscritto la Dichiarazione di Wellington (al 1º giugno 2008) per la Convenzione sulle bombe a grappolo.

Il 30 maggio 2008 è stato raggiunto un accordo internazionale per la messa al bando di alcuni tipi di bombe a grappolo. Non aderiscono Stati Uniti, Cina, India, Pakistan, Israele, Russia, Brasile, Iran, Libia, Arabia Saudita, oltre a varie altre nazioni di minori dimensioni.
Nel novembre del 2008, in vista della sottoscrizione della Convenzione sulle munizioni a grappolo (Oslo, dal 2 al 4 dicembre) il Parlamento europeo ha discusso in plenaria la necessità di adottare la Convenzione ed ha incitato tutti i paesi membri dell'Unione europea ad aderirvi.
Il Parlamento italiano ha approvato in via definitiva il disegno di legge (C. 4193 e abb.) che ratifica la Convenzione di Oslo.

## Convenzione Onu
È entrata in vigore il 1º agosto 2010 la Convenzione Onu che mette al bando l'uso delle bombe a grappolo. Con la ratifica di Burkina Faso e Moldavia, si è raggiunto il numero minimo (30 nazioni) per consentire l'entrata in vigore del trattato, firmato a Dublino il 30 maggio 2008.
L'Italia ha sottoscritto l'accordo il 3 dicembre 2008 a Oslo, ma lo ha ratificato soltanto il 21 settembre 2011.

## Aree con notevoli quantità di submunizioni inesplose
- Nagorno Karabakh
- Libano

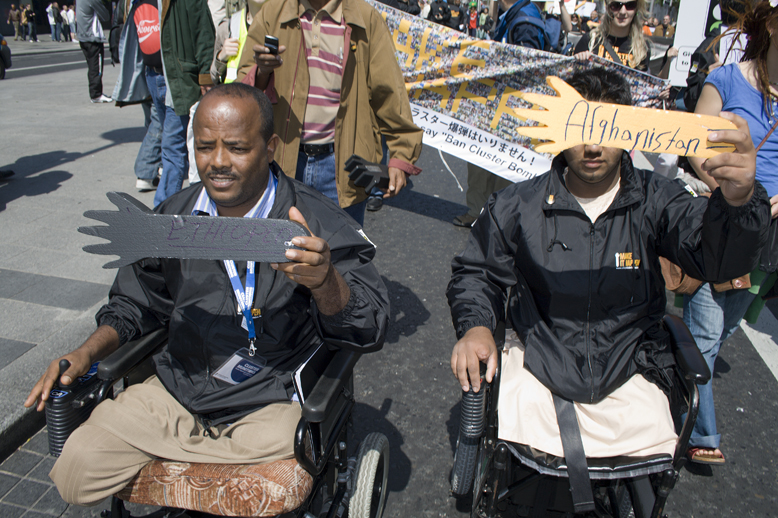
Dimostranti bi-amputati, provenienti da Afghanistan ed Etiopia, alla conferenza di Dublino.

- Indocina, specialmente in Laos e in Vietnam nella ex zona smilitarizzata.
- Kosovo
- Afghanistan
- Iraq
- Sahara Occidentale

## Altri paesi in cui sono state impiegate bombe a grappolo
- Albania
- Artsakh
- Bosnia ed Erzegovina
- Cambogia
- Ciad
- Croazia
- Eritrea
- Etiopia
- Israele
- Kuwait
- Laos
- Libano
- Montenegro
- Pakistan
- Russia (Cecenia)
- Arabia Saudita
- Serbia
- Sierra Leone
- Siria
- Sudan
- Tagikistan
- Ucraina
- Vietnam
- Yemen